# Solignac-sous-Roche
 Solignac-sous-Roche  es una población y comuna francesa, situada en la región de Auvernia, departamento de Alto Loira, en el distrito de Yssingeaux y cantón de Retournac.

## Demografía
| 186 | 164 | 137 | 127 | 121 | 151 |
| Para los censos de 1962 a 1999 la población legal corresponde a la población sin duplicidades (Fuente: INSEE [Consultar]) |     |     |     |     |     |